# Anelletti al forno
Anelletti al forno – potrawa kuchni palermitańskiej, przyrządzana z zapiekanego makaronu w kształcie kółek. Istnieje wiele wariantów tego dania; między innymi jako element farszu wykorzystuje się jajko ugotowane na twardo. Makaron może być zapiekany zarówno w dużej blaszce, jak i w małych foremkach o kształcie odwróconego ściętego stożka.

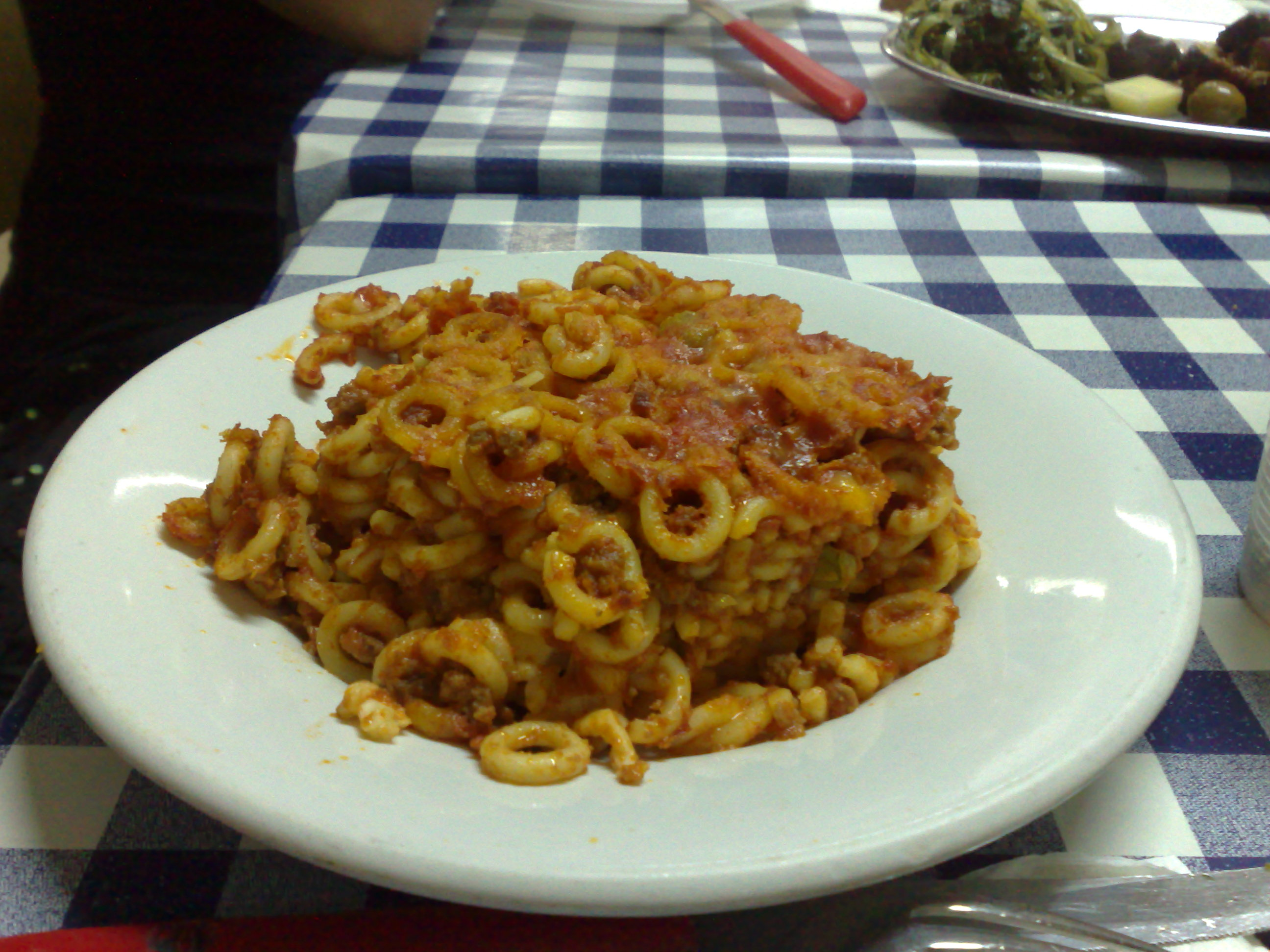